# Jelena Olegowna Prostewa
Jelena Olegowna Prostewa (russisch Елена Олеговна Простева; * 22. November 1990 in Nowokusnezk) ist eine russische Skirennläuferin. Sie startet in allen Disziplinen.

## Biografie
Prostewa nahm ab der Saison 2005/06 an FIS-Rennen und nationalen Meisterschaften in Russland teil. Im folgenden Winter startete sie erstmals bei Wettkämpfen außerhalb ihres Heimatlandes. Beim European Youth Olympic Festival 2007 in Jaca war ihr einziges Resultat der 34. Platz im Slalom. Bei den Juniorenweltmeisterschaften 2007 in Flachau belegte sie nur Rang 63 im Riesenslalom. Nach ihrem ersten Podestplatz in einem FIS-Rennen startete sie ab Dezember 2007 im Europacup, erzielte aber in der Saison 2007/08 noch keine Punkte. Gute Leistungen zeigte sie bei den russischen Juniorenmeisterschaften im Februar 2008, als sie in allen Disziplinen unter die besten sieben kam und den Super-G gewann. Bei den Juniorenweltmeisterschaften 2008 im spanischen  Formigal erzielte sie den 16. Platz in der Kombinationswertung.
In der Europacupsaison 2008/09 gewann Prostewa Ende November in den beiden Super-Gs von Kvitfjell ihre ersten Punkte. Drei Wochen später fuhr sie in der Abfahrt von Zauchensee erstmals unter die besten zehn und am 16. Januar 2009 erreichte sie mit Platz vier in der Abfahrt von Caspoggio ihr bis dahin bestes Europacupresultat. Im Februar bestritt sie in Tarvisio ihren ersten beiden Weltcuprennen, eine Super-Kombination und eine Abfahrt, in denen sie sich aber nur im Schlussfeld klassieren konnte und keine Weltcuppunkte gewann. Bei den Juniorenweltmeisterschaften 2009 in Garmisch-Partenkirchen waren ihre besten Resultate der 15. Platz in der Abfahrt und Rang 16 im Super-G.
Am 18. Dezember 2009 gewann Prostewa in ihrem vierten Weltcuprennen, der Super-Kombination von Val-d’Isère, als 26. ihre ersten Weltcuppunkte. Sie war damit die erste Russin seit Olesja Alijewa im Oktober 2002, die Weltcuppunkte gewann. Einen Monat später erreichte sie am 21. Januar 2010 im Super-G von St. Moritz als Dritte ihren ersten Podestplatz im Europacup. Bei den Juniorenweltmeisterschaften 2010 war ihr bestes Ergebnis der 26. Platz im Riesenslalom. Bei den Olympischen Winterspielen 2010 in Vancouver nahm sie in allen fünf Disziplinen teil. Sie wurde 24. im Super-G, 26. in der Abfahrt und 28. im Slalom, schied aber im Riesenslalom und in der Super-Kombination aus. Am Ende der Saison gewann sie die russischen Meisterschaften 2010 in Abfahrt, Super-G und Super-Kombination und wurde Zweite im Slalom. Wegen einer Rückenverletzung musste sie im gesamten Winter 2010/11 pausieren.
Im November/Dezember 2011 nahm Prostewa an mehreren Rennen im Nor-Am Cup teil und gewann am 8. Dezember die Super-Kombination in Nakiska. In der zweiten Super-Kombination wurde sie Dritte, womit sie die Disziplinenwertung der Saison 2011/12 für sich entschied. Auch in einem Nor-Am-Super-G fuhr sie auf das Podest. Bei ihren wenigen Weltcup- und Europacupstarts des Winters blieb sie hingegen ohne Punkte. Im März 2012 wurde sie zum zweiten Mal Russische Meisterin in der Super-Kombination.

## Erfolge

### Olympische Spiele
- Vancouver 2010: 24. Super-G, 26. Abfahrt, 28. Slalom

### Weltcup
- 1 Platzierung unter den besten 30

### Europacup
- 2 Podestplätze

### Nor-Am Cup
- Saison 2011/12: 1. Super-Kombinations-Wertung
- 3 Podestplätze, davon 1 Sieg:

| Datum            | Ort     | Land   | Disziplin         |
| ---------------- | ------- | ------ | ----------------- |
| 8. Dezember 2011 | Nakiska | Kanada | Super-Kombination |

### Juniorenweltmeisterschaften
- Flachau 2007: 63. Riesenslalom
- Formigal 2008: 16. Kombination, 30. Abfahrt, 46. Riesenslalom, 54. Slalom, 55. Super-G
- Garmisch-Partenkirchen 2009: 15. Abfahrt, 16. Super-G, 30. Riesenslalom
- Mont Blanc 2010: 26. Riesenslalom, 31. Abfahrt

### Weitere Erfolge
- Vierfache Russische Meisterin (Abfahrt 2010, Super-G 2010, Super-Kombination 2010 und 2012)
- Russische Juniorenmeisterin im Super-G 2008
- 7 Siege in FIS-Rennen